# 高老榮
高老榮（？—1914年8月），台灣日治時期黑社會人物，曾多次因滋事被警方拘捕，亦為《台灣浮浪者取締規則》實施後首批被強制收容的無業游民，解除收容後再度犯案潛逃至中國大陸廈門，後因犯綁架案潛回台灣，被廈門方面引渡處決。

## 犯行
台北艋舺地區長期被虎狼會、豹彪會、太子爺會等黑社會盤踞。高老榮本為艋舺的破落戶，主要活動在後菜園街一帶，平時不務正業，為妓院充當保護傘，并曾多次因在公娼區鬧事、毆辱嫖客而遭警誡，亦曾多次進出監獄，甚至在1903年出獄時安排手下豹彪會的八十餘名成員乘人力車到監獄門口接風。1905年2月高老榮因率眾在水仙宮口街聚賭被警方開罰。兩個月後他再次因聚賭滋事被拘捕，被處50日監禁，其兩個月前拖欠的罰金則被易科笞刑六十。

## 收容
1908年7月，高老榮前往歡慈市街找相好的妓女阿繡，因老鴇招待不周而毆打老鴇，兩名嫖客廖定、林興連不平，將高逐出妓院，高老榮遂率數十人圍毆廖定致其重傷，警方趕到將高拘捕，警方拘捕高老榮一個月後對阿繡所在的妓院進行突襲搜查。1908年10月，台灣總督府依據《台灣浮浪者取締規則》，將高老榮等人強制收容於位於台東廳加路蘭的台灣人無業游民或流氓管訓所，成為該法實施後第一批被強制收容者。

## 處決
1910年8月解除收容後的高老榮回到台北後繼續在艋舺作奸犯科，1911年11月再度在北皮藔街將人圍毆入院，1913年高老榮潛逃至廈門，並歸化中華民國國籍，第二年就犯下擄人勒贖案逃回台灣，在艋舺落網後被廈門方面引渡，於1914年8月被處決。